# オオシロアリ
オオシロアリ（大白蟻、Hodotermopsis sjostedti）は、オオシロアリ科に分類されるシロアリの一種。日本では鹿児島県以南に生息する日本最大のシロアリである。

## 特徴
大きさは有翅虫で15mm、働き蟻（ワーカー）で10-15mm、兵隊蟻（ソルジャー）、は大きいもので20mmに達する。イエシロアリに似るが、全体的に大きい。兵隊蟻は、頭部が前後に長く、大顎は鋭く鋏状に発達する。有翅虫は全身濃い赤褐色をしており、翅が薄く黒い色をしている。他の多くのシロアリと異なり、働き蟻も複眼を有する。

## 生態
他のシロアリと同様社会性昆虫で、集団を成して枯れ木や朽ち木を食べ、その内部に巣を作る。特に湿った材を好む。巣は材の中に網目状に掘られた巣穴からなり、材の外に巣穴を続けることもある。
成熟したオオシロアリのコロニーは、基本的に女王と王を頂点に、擬職蟻（いわゆる働き蟻、ワーカー）、兵隊蟻（ソルジャー）、ニンフ（翅芽虫）、前兵蟻（「白兵蟻」とも）、幼虫からなり、繁殖期にはニンフから有翅虫が生ずる。また、女王や王が欠けた場合やコロニーの一部が隔離された場合には、複数の副女王や副王（いずれも補充生殖虫と呼ばれる）が出現し、コロニーの存続が図られる。
幼虫は初齢から6齢まであり、7齢以降の未分化の個体が擬職蟻である。この擬職蟻の一部が、脱皮を経て兵隊蟻やニンフへと分化する。また、擬職蟻の脱皮は必ずしも他のカーストへの分化を伴うものではなく、擬職蟻が擬職蟻へと脱皮する場合が多い。このカースト分化を伴わない脱皮は静止脱皮と呼ばれる。また、ニンフが擬職蟻へと逆戻りする脱皮も知られており、退行脱皮と呼ばれる。